# Project Zero: the Chains of Sorrow
Project Zero: the Chains of Sorrow es una fanfilm española sin ánimo de lucro, dirigida por Cristian Marfil y Emilio Pomares, basada en la serie de videojuegos Project Zero, a partir de un argumento de Emilio Pomares. Actualmente se encuentra en fase de postproducción, aguardando fecha de estreno.

## Producción
La preproducción comenzó en noviembre de 2009. El rodaje tuvo lugar entre diciembre de 2009 y mediados de 2011, en la Ciudad Autónoma de Ceuta.
La película contó con un presupuesto estimado en 6.000 euros, y ha recibido ayuda económica por parte de la Consejería de Educación, Cultura y Mujer de la Ciudad Autónoma de Ceuta.
La mayor parte de la película está rodada en el Palacete de Ybarrola, en Ceuta, aprovechando su avanzado grado de deterioro.
Los escenarios de rodaje, además del chalet de Ybarrola, incluyen la también abandonada "cárcel de mujeres" de la barriada del Sarchal, la clausurada discoteca "El Candelero", actual propiedad del Hotel-Parador La Muralla, una oficina de la redacción del diario local El Faro de Ceuta y algunos exteriores y domicilios particulares.

## Sinopsis
La película traslada la acción del videojuego de Japón a España. Un grupo de amigos decide pasar una noche en la deshabitada y deteriorada mansión de la familia Encinar, donde, años atrás, habían tenido lugar las trágicas muertes de sus habitantes. A partir de ese momento, los espíritus de los antiguos habitantes comienzan a manifestarse y a reclamar las vidas de los jóvenes. Con la ayuda de una misteriosa cámara con poderes exorcizantes, tan sólo Javi, el hermano pequeño de Sonia, logra escapar de la mansión. 
15 años después, Javi trabaja como fotógrafo para un periódico. Años de terapia con psicólogos han logrado que Javi olvidara la realidad de la espeluzante noche en la que perdió a su hermana y aceptara la versión oficial de los hechos. A pesar de eso, algo induce a Javi a regresar a la Mansión.

## Curiosidades
- Durante el rodaje de la película, el equipo sufrió el robo de un generador de corriente alterna sin estrenar.
- En dos ocasiones, el equipo fue apedreado en uno de los sets del rodaje, aunque sin resultar alcanzado.
- Debido al grado de abandono y deterioro del lugar de rodaje, el rodaje no estuvo exento de riesgo físico. Un trozo de escayola del techo se desprendió y por poco alcanza a Marfil.
- Los propios directores se vieron obligados a apagar, en diversas ocasiones, pequeños incendios, provocados por algunos de los inquilinos que pasaban la noche en el chalet. Debido a estos incendios, tan sólo quedó una puerta intacta en toda la casa, necesaria por motivos guionisticos, y los directores tuvieron que apresurarse a rodar la escena antes de perder la puerta.
- La película fue en principio concebida como un corto/medio metraje, para ser dirigido en dos partes por Emilio Pomares y Cristian Marfil, pero la idea evolucionó de tal manera que terminó convirtiéndose en un largometraje de más de dos horas.
- Marfil dirige la mayor parte de las escenas. Aproximadamente una hora y veinte. Para equilibrar, Pomares se encarga de los efectos especiales digitales.
- El 100% del sonido de la película está reconstruido (doblaje de los actores y foley) por Javi Perera, que también compone la banda sonora.
- En el rodaje se llegaron a utilizar 6 cámaras diferentes: Sony HDR-FX1, Canon XL-2, Sony PMW-EX3, Canon EOS 7D, Canon EOS 5D Mark II y una Canon MiniDV de pequeño calibre.
- El rodaje de la película tuvo que apresurarse debido a que estaban programadas obras para remodelar el chalet, que podían comenzar en cualquier momento.
- La chalet remodelado, al extender el concepto de la película, también fue utilizada para rodar escenas del pasado en las que la Mansión Encinar estaba intacta.